# 加利亚诺银行
加利亚诺银行（西班牙语：Banco Galliano），直布罗陀银行，成立于1855年，1997年结业。该银行是直布罗陀最早的银行。

## 历史
1855年，安东尼奥·路易斯·加利亚诺及其家人自意大利热那亚移民至直布罗陀，并在直布罗陀成立了加利亚诺银行为一家族银行。1987年，日德兰收购该银行，并更名为日德兰银行（直布罗陀）有限公司。该银行于1997年结业。